# Цзяньян (Наньпин)
Цзянья́н (кит. упр. 建阳, пиньинь Jiànyáng) — район городского подчинения городского округа Наньпин провинции Фуцзянь (КНР).

## История
Во времена империи Хань в 205 году был создан уезд Цзяньпин (建平县). Во времена империи Цзинь он был в 282 году переименован в Цзяньян (建阳县). Во времена империи Суй он был в 589 году присоединён к уезду Цзяньань (建安县).
Во времена империи Тан уезд Цзяньян был в 621 году воссоздан. Во времена империи Сун он был в 1260 году переименован в Цзяхэ (嘉禾县). После монгольского завоевания и образования империи Юань уезду в 1289 году было возвращено название Цзяньян.
После образования КНР в 1949 году был создан Специальный район Цзяньоу (建瓯专区), и уезд вошёл в его состав. В сентябре 1950 года Специальный район Цзяньоу был переименован в Специальный район Цзяньян (建阳专区). В 1956 году Специальный район Цзяньян был присоединён к Специальному району Наньпин (南平专区).
В 1971 году Специальный район Наньпин был переименован в Округ Цзяньян (建阳地区).
Постановлением Госсовета КНР от 24 октября 1988 года власти округа были переведены из уезда Цзяньян в городской уезд Наньпин, и Округ Цзяньян был переименован в Округ Наньпин (南平地区).
В марте 1994 года уезд Цзяньян был преобразован в городской уезд.
Постановлением Госсовета КНР от сентября 1994 года округ Наньпин был преобразован в городской округ.
Постановлением Госсовета КНР от 2 мая 2014 года городской уезд Цзяньян был преобразован в район городского подчинения.

## Административное деление
Район делится на 2 уличных комитета, 8 посёлков и 3 волости.